# Jimmy Hampson
Pour les articles homonymes, voir Hampson.
James Hampson, plus connu sous le nom de Jimmy Hampson (né le 23 mars 1906 à Little Hulton (en) dans le Grand Manchester, et mort le 10 janvier 1938 à Fleetwood dans le Lancashire), est un joueur de football international anglais qui évoluait au poste d'attaquant.

## Biographie

### Carrière en club
Jimmy Hampson commence sa carrière au Nelson Football Club. Il joue ensuite pendant onze saisons avec le club de Blackpool.

### Carrière en sélection
Jimmy Hampson reçoit trois sélections en équipe d'Angleterre entre 1930 et 1932, inscrivant cinq buts.
Il joue son premier match en équipe nationale le 20 octobre 1930, contre l'Irlande du Nord. L'Angleterre s'impose 5-1 à Sheffield avec un but de Jimmy Hampson. Il dispute son deuxième match le 22 novembre 1930, contre le Pays de Galles. Les Anglais s'imposent 0-4 à Wrexham avec à nouveau un but de Jimmy Hampson.
Il reçoit sa troisième et dernière sélection le 7 décembre 1932. Les Anglais l'emportent 4-3 sur l'équipe d'Autriche à Londres. Jimmy Hampson inscrit un doublé lors de ce match.

## Palmarès
Blackpool
- Championnat d'Angleterre D2 :
  - Vice-champion : 1936-37.
  - Meilleur buteur : 1928-29 (40 buts) et 1929-30 (45 buts).